# Saint-Amand Handball
Actualités
Le Saint-Amand Handball est un club français de handball basé à Saint-Amand-les-Eaux. La section féminine du club évolue pour la cinquième fois de son histoire en Championnat de France de division 1 pour la saison 2024-2025.

## Historique

### 1984-2000: Création et mise en sommeil
Le HandBall Club Saint-Amand-les-Eaux (HBCSA) est créé en 1984. Mis en sommeil en 1989, il n’est à nouveau actif que onze années plus tard, en 2000.

### 2000-2015: Renaissance, fusion et progression vers le haut niveau
En 2000 le club rouvre ses portes avec à sa tête Pierre-Henri Soyez comme président.
La mairie de Saint-Amand-les-Eaux établit en 2001 une convention pour privilégier trois sports collectifs dans la ville : le basket, le football et le handball. Le HBCSA s’oriente alors vers la pratique féminine avec deux entités bien distincte au sein du club, l’association de base (section amateur) et le club de haut niveau (section professionnelle).
L’équipe première féminine accède à la Nationale 3 en 2005, à la Nationale 2 en 2007 puis à la Nationale 1 en 2010. Lors de la saison 2013-2014, le club change d'entraineur et nomme Stéphane Pellan à la tête de l'équipe première. Elle atteint les huitièmes de finale de la Coupe de France, faisant tomber deux équipes de Division 2 qui évoluent pourtant un niveau au-dessus : le Lomme Lille Métropole handball (33-27) et Chambray Touraine Handball (34-33). Le HBCSA-PH est ensuite éliminé par le Mios Biganos Bègles, en LFH, sur le score de 29 à 40.
La section féminine a failli disparaître lors de l'été 2014 : des dissensions irréconciliables entre l’association de base et le club de haut niveau, la première voulant développer le haut niveau masculin en concurrence avec les voisins de Wallers-Valenciennes. La mairie de Saint-Amand-les-Eaux a alors commandé un audit, souhaitant poursuivre le projet féminin. Sophie Palisse, ex-vice-présidente du haut niveau et membre du conseil d’administration de l’association, est devenu présidente d'une nouvelle entité née de la fusion des deux précédentes.
Fort de ce remaniement, le club de la Porte du Hainaut va finir à la première place de la Poule 2 lors de la saison 2014-2015. Il accède ainsi à la Division 2 pour la première fois de son histoire, réalisant ainsi son objectif de haut niveau féminin.

### Depuis 2015: Vers le haut niveau
La première saison du HBCSA-PH en 2e division, toujours entrainé par Stéphane Pellan, est difficile. Il doit attendre la 8e journée pour remporter son premier match, contre le Handball Pôle Sud 38 (25-18) alors avant-dernier avec une victoire. Alors que le club finit onzième avec cinq victoires et est donc sportivement relégué, il est repêché à la suite des dépôts de bilan de l’Union Bègles Bordeaux-Mios Biganos et du HBC Nîmes en LFH.
La saison 2016-2017 est bien plus intéressante. Le club de Saint-Amand-les-Eaux égale son meilleur parcours en Coupe de France, tombant à Brest (LFH) sur le score de 37 à 16 en huitième de finale. En championnat, le club progresse encore pour sa deuxième saison dans l'antichambre de la LFH, terminant à la 4e place. Le HBCSA-PH aurait même pu espérer mieux s'il n'avait pas perdu cinq de ses six derniers matchs. Le club décide de changer d’entraîneur à la fin de la saison, Florence Sauval remplaçant Stéphane Pellan.
La saison 2017-2018 est celle d'un changement de statut pour le club amandinois : titulaire du statut VAP (Voie d'Accession au Professionnalisme), le club est un prétendant à la montée. Le championnat de 2e division est aussi serré que la précédente. Le club de Saint-Amand-les-Eaux n'arrive pas à enchaîner deux victoires d'affilée en 2017. Le HBCSA Porte du Hainaut remporte des victoires importantes (20-26 contre le HBC Celles-sur-Belle, lui aussi titulaire du statut VAP) et enchaîne après sa défaite contre le HB Octeville-sur-Mer (22-26) : une qualification historique pour les quarts de finale de la Coupe de France contre Le Havre (30-24), évoluant un niveau au-dessus, suivi de deux victoires contre l'Entente Noisy/Gagny (22-31) et Mérignac (31-27), alors tous deux co-leaders. Éliminé par Toulon Saint-Cyr en Coupe de France (27-26), le club de la Porte du Hainaut va continuer de remporter des victoires, notamment contre Plan-de-Cuques, alors leader, et Celles-sur-Belle, second titulaire du statut VAP et candidat à la montée. L'accession en LFH sera validée après la victoire dans le derby contre le Sambre Avesnois Handball (23-28).
La première saison en LFH s'annoncera extrêmement compliquée pour les Amandinoises. Après une phase régulière ponctuée par une dernière place au classement avec seulement 2 victoires et 1 match nul en 22 matchs disputés, les joueuses de Florence Sauval n'abordent pas les playdowns dans les meilleures dispositions. Elles ne remporteront aucune rencontre dans cette deuxième phase du championnat et elles retomberont ainsi dans l'antichambre de la Ligue Butagaz Énergie, seulement un an après l'avoir quitté. En Coupe de France, le club de Saint-Amand-les-Eaux se hissera jusqu'en quart de finale, éliminant Octeville-sur-Mer (19-31) puis Bourg-de-Péage (31-27) avant de tomber contre le Metz Handball (32-17), futur vainqueur.
Pour la saison 2019-2020, les Amandinoises coachées par Florence Sauval assisté de Mélinda Jacques-Szabo disposent toujours du statut VAP qui en dit long sur leurs ambitions. Après avoir bouclé la saison régulière de Division 2 à la première place de la poule 1 (11 victoires, 2 nuls & 1 défaite), les handballeuses de la cité thermale abordent les play-offs à la deuxième place, juste derrière Plan-de-Cuques, ex aequo en nombre de point mais derrière au goal average. Après deux premières journées qui se soldent par autant de victoires, le championnat est à l'arrêt en raison de la pandémie de Covid-19. Le 17 avril, la Ligue féminine de handball décide d'arrêter le championnat. Grâce à sa première place du groupe 1 lors de la première phase du championnat, le club de Saint-Amand-les-Eaux est promu en LBE avec Plan-de-Cuques (1er du groupe 2).
En 2020, le club est promu pour la deuxième fois de son histoire en LFH et change de nom (et de logo) pour l'occasion en devenant le Saint-Amand Handball Porte du Hainaut. Après une première partie de saison réussie avec 3 victoires, 1 nul et 5 défaites, les louves se classent 4es avec 16 points en attendant que les matchs reportés se jouent. À la suite des rencontres jouées, le club nordiste se classe 10e et jouera les play-down en seconde partie de saison.

### Bilan saison par saison
| Saison    | Div. | Div.        | Saison régulière | Saison régulière | Barrage / Playoffs              | Coupe de France           | Entraîneur                      |
| 2004-2005 | V    | Nationale 3 | 4e/12 (P3)       | 13 - 1 - 8       | -                               | ?                         | Sophie Palisse et Pierre Mattei |
| 2005-2005 | V    | Nationale 3 | 2e/12 (P3)       | 18 - 0 - 4       | 0 - 0 - 2                       | ?                         | Sophie Palisse et Didier Pol    |
| 2006-2007 | V    | Nationale 3 | 1re/12 (P3)      | 14 - 3 - 5       | 1 - 0 - 1                       | ?                         | Didier Pol et Nicolas Keita     |
| 2007-2008 | IV   | Nationale 2 | 8e/12 (P2)       | 8 - 0 - 14       | -                               | Pas de compétition        | Pierre Mattei                   |
| 2008-2009 | IV   | Nationale 2 | 6e/10 (P2)       | 8 - 1 - 9        | -                               | 1er tour                  | Pierre Mattei                   |
| 2009-2010 | IV   | Nationale 2 | 2e/12 (P2)       | 18 - 0 - 4       | -                               | 2e tour                   | Pierre Mattei - Hervé Rifflart  |
| 2010-2011 | III  | Nationale 1 | 2e/12 (P1)       | 16 - 2 - 4       | -                               | 1/32e de finale           | Hervé Rifflart                  |
| 2011-2012 | III  | Nationale 1 | 6e/12 (P1)       | 9 - 4 - 9        | -                               | 1/32e de finale           | Hervé Rifflart                  |
| 2012-2013 | III  | Nationale 1 | 3e/12 (P1)       | 15 - 2 - 5       | -                               | 1/16e de finale           | Hervé Rifflart                  |
| 2013-2014 | III  | Nationale 1 | 3e/12 (P2)       | 14 - 2 - 6       | -                               | 1/8e de finale            | Stéphane Pellan                 |
| 2014-2015 | III  | Nationale 1 | 1re/12 (P2)      | 20 - 0 - 2       | -                               | 1/32e de finale           | Stéphane Pellan                 |
| 2015-2016 | II   | Division 2  | 11e*/12          | 5 - 0 - 17       | -                               | 1/32e de finale           | Stéphane Pellan                 |
| 2016-2017 | II   | Division 2  | 4e/11            | 9 - 2 - 9        | -                               | 1/8e de finale            | Stéphane Pellan                 |
| 2017-2018 | II   | Division 2  | 3e/12            | 14 - 3 - 5       | -                               | 1/4 de finale             | Florence Sauval                 |
| 2018-2019 | I    | LFH         | 12e/12           | 2 - 1 - 19       | Playdowns : 4e/4 (0 - 0 - 6)    | 1/4 de finale             | Florence Sauval                 |
| 2019-2020 | II   | Division 2  | 1re/8 (P1)       | 11 - 2 - 1       | Playoffs : 2e/8 (2 - 0 - 0)     | 1/16e de finale           | Florence Sauval                 |
| 2020-2021 | I    | LBE         | 12e/14           | 3 - 1 - 9        | Playdowns : 14e/14 (3 - 2 - 10) | Éliminé en phase de poule | Florence Sauval                 |
| 2021-2022 | II   | D2          | 1re/14           | 22 - 1 - 3       | -                               | 3e tour                   | Félix Garcia Carracedo          |
| 2022-2023 | I    | LBE         | 11e/13           | 4 - 2 - 18       | -                               | 2e tour                   | Félix Garcia Carracedo          |
| 2023-2024 | I    | LBE         | 12e/14           | 6 - 0 - 20       | -                               | 1/8e de finale            | Edina Szabó (hu)                |
| 2024-2025 | I    | LBE         | 12e/14           | 7 - 1 - 18       | -                               | 1/4 de finale             | Edina Szabó (hu)                |
| 2025-2026 | I    | LBE         | ?e/14            | ? - ?            | -                               | 1/4 de finale             | Edina Szabó (hu)                |

Légende : * : repêché, I à V : échelon de la compétition.

## Palmarès et meilleures performances

### Palmarès
Compétitions nationales
- Championnat de France de Division 2 (1)
  - Champion de France en 2022

### Meilleures performances en compétitions nationales
| Compétition                               | Nb saison | Meilleure performance               |
| Championnat de France de Division 1 (LFH) | 5         | 11e en 2023                         |
| Coupe de France                           | 17        | 1/4 de finale en 2018, 2019 et 2025 |
| Championnat de France de Division 2       | 5         | Champion en 2022                    |
| Championnat de France de Nationale 1      | 5         | 1er (poule 2) en 2015               |
| Championnat de France de Nationale 2      | 3         | 2e (poule 2) en 2010                |
| Championnat de France de Nationale 3      | 3         | 1er (poule 3) en 2007               |

## Effectif actuel
L'effectif pour la saison 2023-2024 est :
- Gardiennes de but
  - 01 Roxanne Frank
  - 16 Gwenaëlle Cren
  - 71 Mélanie Halter
- Ailières droites
  - 02 Alexane Gayet
  - 08 Jovana Bogojević
  - 17 Mathilde Cayez
- Ailières gauches
  - 05 Masseita Guirassy
  - 07 Mélanie Jobard
  - 10 Romane Frécon-Demouge
- Arrières droites
  - 04 Nikoline Lundgreen (en)
  - 09 Inès Naceur
  - 50 Sara Sablić
  - 57 Salomé Pourchez
  - 67 Laura Ingala
- Arrières gauches
  - 14 Anaëlle Vandeputte
  - 25 Clarisse Wild
  - 26 Stelvia de Jesus Pascoal
- Demi-centres
  - 21 Maëlle Chalmandrier
  - 27 Louison Boisorieux
- Pivots
  - 13 Emma Puleri
  - 29 Emily Aly
  - 20 Maëlle Faynel

Staff
- Edina Szabó (hu) : entraîneure

## Personnalités liées au club

### Présidents
- Dominique Bocahut : 1984 - 1989
- mise en sommeil : 1989 - 2000
- Pierre-Henri Soyez : 2000 - 2011
- François Lukaszewski : 2011 - 2013
- Samuel Béghin : 2013[18] - 2014
- Sophie Palisse : depuis 2014

### Entraîneurs
- Hervé Rifflart : 2008-2013
- Benjamin Schmidt : 2010 - 20 février 2013[19] (avec Hervé Rifflart)
- Stéphane Pellan : 2013-2017
- Florence Sauval : 2017-2023 (avec  Mélinda Jacques-Szabo 2019-2023)
- Félix Garcia Carracedo : 2021-2023
- Edina Szabó (hu) : depuis 2023

### Joueuses
Parmi les joueuses évoluant ou ayant évolué au club, on trouve :
- Vanessa Boutrouille
- Hadja Cissé
- Koumba Cissé
- Manuella Dos Reis
- Ivana Filipovic
- Roxanne Frank
- Paula Gondo
- Amanda Kolczynski
- Manon Le Bihan
- Clara Morais : 2005-2016
- Roseline Ngo Leyi
- Daniela Pereira
- Stelvia de Jesus Pascoal : depuis 2023
- Amina Sankharé
- Helena de Sousa
- Aliénor Surmely
- Claire Vautier
- Joanna Wołoszyk

## Divers

### Infrastructures
Le club s'entraîne au complexe Jean Verdavaine de Saint-Amand-les-Eaux et effectue ses matchs à la salle Maurice Hugot de Saint-Amand-les-Eaux, d'une capacité de 1 114 spectateurs.

### Historique du logo

Logo jusqu'en 2020.
Logo actuel